# 尼羅河寶石
《尼羅河寶石》（英語：The Jewel of the Nile）是1985年的美國電影，由執導，、主演。

## 演員
- 麥克·道格拉斯(Michael Douglas) 飾
- 凱瑟琳·特納 飾
- 丹尼·德維托(Danny DeVito) 飾

## 外部連結
- 開眼電影網上《尼羅河寶石》的資料（繁體中文）
- 豆瓣电影上《尼罗河之宝》的資料 （简体中文）
- 时光网上《尼罗河宝石》的資料（简体中文）
- AllMovie上《尼羅河寶石》的资料（英文）
- 爛番茄上《尼羅河寶石》的資料（英文）
- Box Office Mojo上《尼羅河寶石》的資料（英文）
- TCM电影资料库上《尼羅河寶石》的资料（英文）
- 互联网电影数据库（IMDb）上《尼羅河寶石》的资料（英文）